# Tāzeh Kand-e Ţahmāsb
Tāzeh Kand-e Ţahmāsb (persiska: تازه كند طهماسب) är en ort i Iran.   Den ligger i provinsen Östazarbaijan, i den nordvästra delen av landet, 500 km nordväst om huvudstaden Teheran. Tāzeh Kand-e Ţahmāsb ligger 1 427 meter över havet och antalet invånare är 206.
Terrängen runt Tāzeh Kand-e Ţahmāsb är varierad, och sluttar norrut. Runt Tāzeh Kand-e Ţahmāsb är det ganska glesbefolkat, med 29 invånare per kvadratkilometer. Närmaste större samhälle är Ahar, 9,1 km nordväst om Tāzeh Kand-e Ţahmāsb. Trakten runt Tāzeh Kand-e Ţahmāsb består i huvudsak av gräsmarker.